# Драма в Москве
«Драма в Москве» — российский короткометражный фильм Василия Гончарова.

## Сюжет
Актрисе в её театральной уборной в присутствии поклонника подают телеграмму: она выиграла процесс и может получить сто тысяч рублей. Актриса и поклонник разъезжают на тройке по Москве, входят и выходят из подъездов роскошных ресторанов. В парке актриса отклоняет попытку поклонника поцеловать её, тогда последний стреляет сначала в неё, а затем в себя. Она убита, он лишь ранен. Он выздоравливает. Суд оправдывает его.

## Интересные факты
- Либретто фильма восстановлено В. Д. Ханжонковой.
- Вишневский в статье «Тридцать лет назад. Листки из киноархива», вышедшей в 1937 году, относит фильм к 1906 году:

Сведения эти были получены от К. Абрамовича, у которого случайно уцелел один экземпляр. По характеру постановки, «монтажа», актёрской и операторской работы указание Абрамовича на 1906 г. кажется вполне вероятным.
Однако в уже в 1945 году в каталоге «Художественные фильмы дореволюционной России» Вишневский отнёс фильм к 1909 году. В. М. Короткий по этому поводу пишет:
Почему позже Вишневский отнёс фильм к 1909 году, остаётся неясным. В том, однако, что это первый фильм Гончарова, он не сомневался. Вишневский определил фильм как крайне неудачную попытку воспроизведения одного из сенсационных процессов. Так или иначе, важно отметить, что, если фильм действительно был снят зимой 1906\07, то это первый из ныне известных русский игровой фильм и, таким образом, игровой кинематограф в России начался с современного актуального сюжета, что стало причиной запрещения фильма в первый же день после выпуска на экран.